# 巴氏歌百灵
巴氏歌百灵（学名：Certhilauda barlowi），是百灵科的一种，分布于纳米比亚和南非。全球活动范围约为24,300平方千米。该物种的保护状况被评为无危。
巴氏歌百灵的平均体重约为29.8克。栖息地包括亚热带或热带的（低地）干草原和亚热带或热带的（低地）干燥疏灌丛。